# Nicola Yoon
Nicola Yoon, née en 1972 en Jamaïque, est une auteure américano-jamaïcaine, surtout connue pour avoir écrit le roman pour jeunes adultes Everything, Everything en 2015, un best-seller du New York Times qui a été adapté en film en 2017, sous le même titre Everything, Everything. En 2016, elle a publié The Sun is Also a Star.

## Biographie
Nicola Yoon a grandi en Jamaïque où elle a passé une grande partie de son enfance ensuite, elle a déménagé à Brooklyn, à New York aux États-Unis ,. Elle s'est spécialisée en génie électrique en premier cycle à l'Université Cornell. Après avoir obtenu son diplôme, elle a suivi une formation dans le programme de maîtrise en création littéraire au Emerson College,.
Avant la publication de son premier livre, Nicola Yoon avait travaillé pendant vingt ans, comme programmeuse pour des sociétés spécialisées en gestion de fonds d'investissements . Elle s’est inspirée de sa propre vie ou plus exactement de ses premiers mois d’expérience en tant que maman et de son envie de protéger sa fille, qui est née métisse du monde extérieur, pour écrire sa première nouvelle, Everything, Everything,. Il lui a fallu trois ans pour écrire son livre, en écrivant tôt tous les matins, tout en travaillant à plein temps et en s'occupant de sa petite fille,. Les illustrations de la nouvelle ont été dessinées par son mari l'américano-coréen David Yoon,,.
Everything, Everything a été publié en septembre 2015, entre dans la liste des best-sellers du New York Times, no 1 dans la section des livres à couverture rigide Young Adult,, où il a passé 40 semaines . Le livre a été adapté en film sous le même nom Everything, Everything, sorti en mai 2017 est réalisé par Stella Maghie
Son deuxième livre, The Sun is Also a Star, a été publié en novembre 2016. Il a occupé la première place sur la liste des best-sellers du New York Times. Nommé pour National Book Award en 2016, inclus dans la liste de la revue du New York Times de la Littérature de jeunesse en 2016, il entre brièvement sur la liste du top 10 des livres de 2016 par Entertainment Weekly  et dans le Los Angeles Times. En décembre 2016, il a été annoncé que les droits du livre ont été achetés par la Warner Brothers et MGM.
Nicola Yoon s'est associée à l'organisation We Need Diverse Books, qui a pour mission d'accroître la diversité et de promouvoir la représentation de la diversité en littérature,,. The Sun Is Also A Star a eu l'honneur d’être nommé pour l'Amelia Elizabeth Walden Award en 2017.
Elle a contribué à l'écriture de Because You Love to Hate Me, une anthologie Young Adult unique qui présente des nouvelles de contes de fées en version méchante. Écrites par 13 auteurs de best-sellers qui se sont alliés avec 13 BookTubers. cette anthologie a été publié en juillet 2017.

## Vie privée
En 2015, Nicola Yoon habite à Los Angeles, en Californie, avec son mari, David Yoon, également auteur et sa fille,.

## Œuvres

### Romans
- Everything, Everything, Bayard, 2015 ((en) Everything, Everything, Delacorte Press, 2015)
- The Sun is Also a Star, Bayard, 2017 ((en) The Sun is Also a Star, Delacorte Press, 2016)
- (en) Instructions for Dancing, Delacorte Press, 2021
- (en) One of Our Kind, Penguin Random House, 2024